# Ír labdarúgó-bajnokság (első osztály)
A League of Ireland Premier Division (2010 óta a főszponzor miatt Airtricity Premier League) az ír labdarúgó-bajnokságok legmagasabb osztálya. Az ír élvonal 1921 óta fut, és a jelenlegi első osztály 1985-ben alakult meg, amikor az League of Irelandet két különböző osztályra bontották, létrehozva egyúttal a másodosztályt (League of Ireland First Division). A bajnokságban 12 csapat szerepel, melyek 2003 óta tavaszi-őszi rendszerű szezon során (márciustól októberig) versengenek az első helyért.

## A bajnokság csapatai (2021)
- Bohemians
- Derry City
- Drogheda United
- Dundalk
- Finn Harps
- Longford Town
- St. Patrick’s Athletic
- Shamrock Rovers
- Sligo Rovers
- Waterford

## Bajnokok 1998/1997 óta
● 1998/1999 St.Patricks 
●  1999/2000 Schelbourne
● 2001/2000 Bohemians 
● 2001/2002 Shelbourne 
●  2002/2003 Bohemians
- 2003 – Shelbourne
- 2004 – Shelbourne
- 2005 – Cork City
- 2006 – Shelbourne
- 2007 – Drogheda United
- 2008 – Bohemians
- 2009 – Bohemians
- 2010 – Shamrock Rovers
- 2011 – Shamrock Rovers
- 2012 – Sligo Rovers
- 2013 – Saint Patrick’s Athletic
- 2014 – Dundalk
- 2015 – Dundalk
- 2016 – Dundalk
- 2017 – Cork City
- 2018 – Dundalk
- 2017 – Dundalk
- 2018 – Shamrock Rovers

## Videojátékokban
A bajnokság az EA Sports által kiadott FIFA 08-ban szerepelt először, azóta mindegyik kiadásnak része.

## Jelentős külföldi játékosok
A félkövérrel jelölt játékosok szerepeltek hazájuk felnőtt válogatott keretében labdarúgó-világbajnokságon.
| - Alan Biley - Alan Dodd - Alan Sunderland - Alf Hanson - Allan Harris - Andy Elliott - Andy King - Anthony Elding - Arthur Phoenix - Barry Bridges - Bill Sampy - Billy Askew - Bob Gregg - Bob Hatton - Bobby Tambling - Brendan Ormsby - Colin Harper - Darren Pitcher - Dave Bacuzzi - Dave Rogers - Dave Wilson - David Irving - David Shawcross - Dennis Burnett - Dennis Tueart - Derek Possee - Dixie Dean - Ernie Taylor - Frank Broome - Frank Grice - Frank Worthington - Fred Hill - Geoff Hurst - Gordon Banks - Ian Butterworth - Ian Callaghan - Jack Burkett - Jimmy Bullock - Jimmy Harris - Jocelyn Rowe - John Beresford - John Smith - Johnny Campbell - Kenny Clements - Kerrea Gilbert - Luther Blissett - Michael O'Grady - Mick Channon - Mike Small - Nicky Reid - Norman Tapken - Oscar Linkson - Paul Futcher - Paul Masefield | - Paul Simpson - Raich Carter - Ray Hankin - Ray Wallace - Richard Brush - Rodney Marsh - Rohan Ricketts - Sam Allardyce - Steve Williams - Terry McDermott - Terry Venables - Tony Kelly - Trevor Brooking - Adam Hughes - Andrew Packer - Andy Petterson - Brad Jones - Chris O'Connor - James Meredith - John Tambouras - Justin Pasfield - Eric Lavine - Ryan Lucas - Romuald Boco - Freddy Hall - Luís Gabriel Sacilotto - Aime Kitenge - Jesper Jørgensen - Dudley Milligan - Alan Blayney - Alan Mannus - Alex Stevenson - Allan Hunter - Bill Hayes - Billy Hamilton - Billy McCullough - Bryan Hamilton - Charlie Tully - Con Martin - Danny Trainor - David Campbell - David Craig - Davy Walsh - Derek Dougan - Eddie Crossan - Felix Healy - George Best - Frank Collins - Frank McCourt - Gerry Bowler - Harry Chatton - Jack McCarthy - Jackie O'Driscoll - Jackie Vernon | - Jim McLaughlin - Jimmy D'Arcy - Jimmy Hill - Jimmy Kelly - John Cowan - Johnny Carey - Johnny Crossan - Keith Gillespie - Kevin McGarry - Kevin O'Flanagan - Lawrie Sanchez - Lee McEvilly - Liam Coyle - Liam O'Kane - Ned Brooks - Niall McGinn - Owen Madden - Paddy Farrell - Paddy McCourt - Paddy Moore - Pat Sharkey - Paul Kee - Paul Ramsey - Peter McParland - Ray Gaston - Ray McCoy - Rory Patterson - Sean Webb - Shaun Holmes - Steve Jones - Terry Cochrane - Terry Harkin - Tom Aherne - Tom Davis - Tommy Jackson - Tony O'Doherty - Trevor Wood - Victor Hunter - Sander Puri - Mikko Vilmunen - Sami Ristilä - Pascal Vaudequin - Ryan Guy - Pascal Millien - Regillio Nooitmeer - Jermaine Sandvliet - John Moore - Michael Hector - Ryan Thompson - Joseph N'Do - David Norman - Jeff Clarke - Shaun Lowther - Andrejs Perepļotkins | - Roberts Mežeckis - George Miller - Éamon Zayed - Mindaugas Kalonas - Kovácsevics Róbert - Vasas Zoltán - Luke Dimech - Samir Boughanem - Franz-Josef Hönig - Uwe Seeler - Dominic Iorfa - Luciano Masiello - Kupono Low - Andrei Georgescu - Bogdan Oprea - Marlon James - Rodney Jack - Wesley Charles - Alex Massie - Alex Rollo - Ally Dawson - Andy Kennedy - Archie Devine - Bob McAuley - Bobby Collins - Bobby Kennedy - Brian McLaughlin - Chic Charnley - Colin Cameron - Craig Nelson - Danny Crainie - Danny Galbraith - David Herd - David McCulloch - David Nicholls - Dougie Bell - Eddie Annand - Francis Burns - Frank Murphy - Hugh Curran - Iain Ferguson - Jim Lauchlan - Jim Paterson - Jimmy Delaney - Jimmy Gauld - Jimmy Howieson - Jimmy Johnstone - Jimmy Munro - Jock Dodds - Joe Cassidy - John Deans - John Hewitt - John McKenzie - Keigan Parker | - Les Fridge - Mark Roberts - Mark Stewart - Mike Conroy - Neil Martin - Neil McNab - Paul Devlin - Paul Kinnaird - Paul Mathers - Peter Cherrie - Peter Lorimer - Philip McCloy - Richard Gough - Ross Jack - Scott McCarvey - Shaun Fagan - Steve Archibald - Tam McManus - Tommy Callaghan - Tony Weldon - William Devlin - William McStay - Willie Penman - Willie Stevenson - Álvaro Rodríguez Ros - Pablo Rodríguez - Oscar Jansson - Cyril Guedjé - Avery John - Derek Phillips - Gavin Glinton - Charles Mbabazi - Héctor Acuña - Bobby Smith - Chris Konopka - David D'Errico - Ed McIlvenny - Kenny Finn - Patrick Hannigan - Scott Garlick - Billy Wright - Che Bunce - Heremaia Ngata - Jason Batty - Lee Jones - Raf de Gregorio - Bert Gray - Brian Flynn - David Partridge - Harry Beadles - Trevor Hockey - José Mukendi - Henry McKop |

## A bajnokság helyezése az UEFA-rangsorban
A bajnokság helyezése 2015-ben az UEFA rangsorában. (Dőlt betűvel az előző szezonbeli helyezés, zárójelben az UEFA-együttható).
- 38.  (46.)  Liechtenstein (6,000)
- 39.  (42.)  Észak-macedón labdarúgó-bajnokság (5,875)
- 40.  (43.)  Ireland Premier League (5,750)
- 41.  (39.)  Montenegrin First League (5,625)
- 42.  (40.)  Albanian Higher League (5,375)

## Külső hivatkozások
- A bajnokság hivatalos honlapja